# Anti-Nowhere League
Anti-Nowhere League je anglická hardcore punková kapela zformovaná v roce 1980 zpěvákem Nickem Culmerem (Animal), kytaristou Chrisem Exallem (Magoo), bubeníkem Tonym Shawem (Bones) a basistou Clivem Blakem (Winston the Grass).

## Diskografie

### Studiová alba

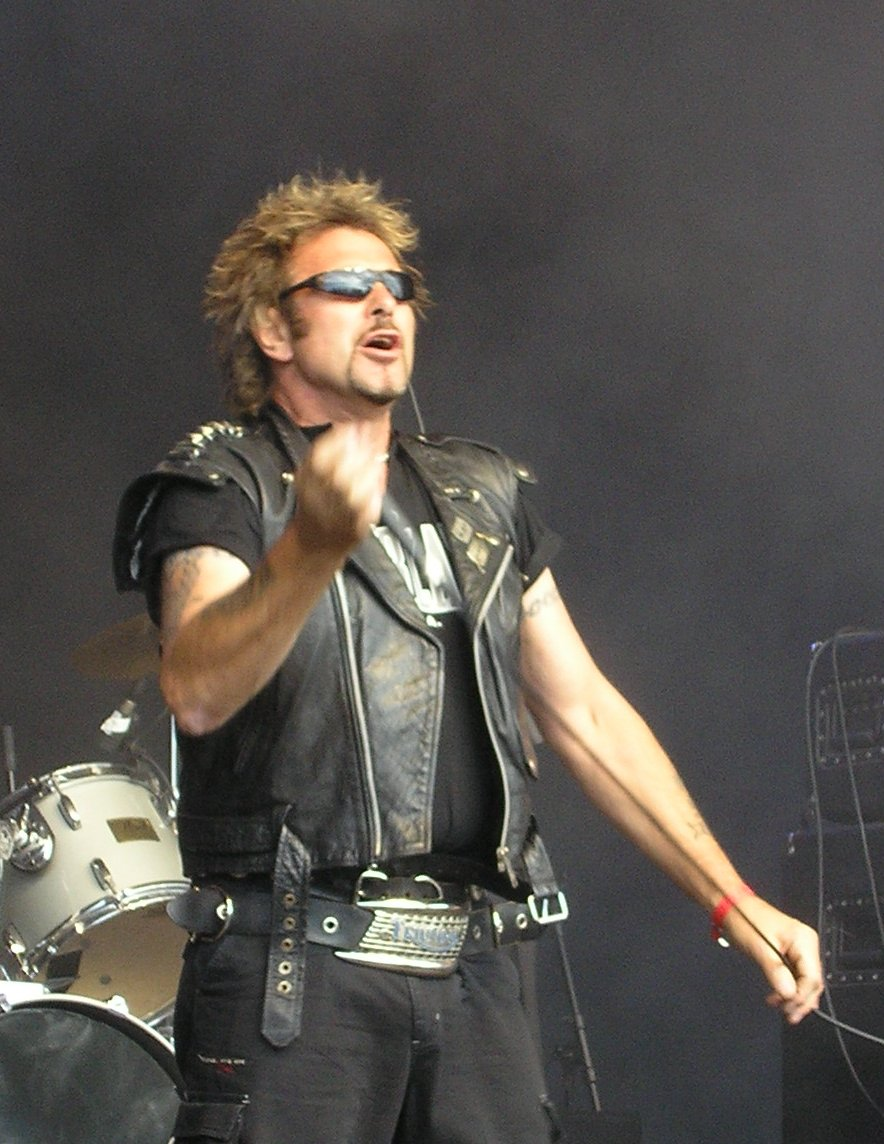

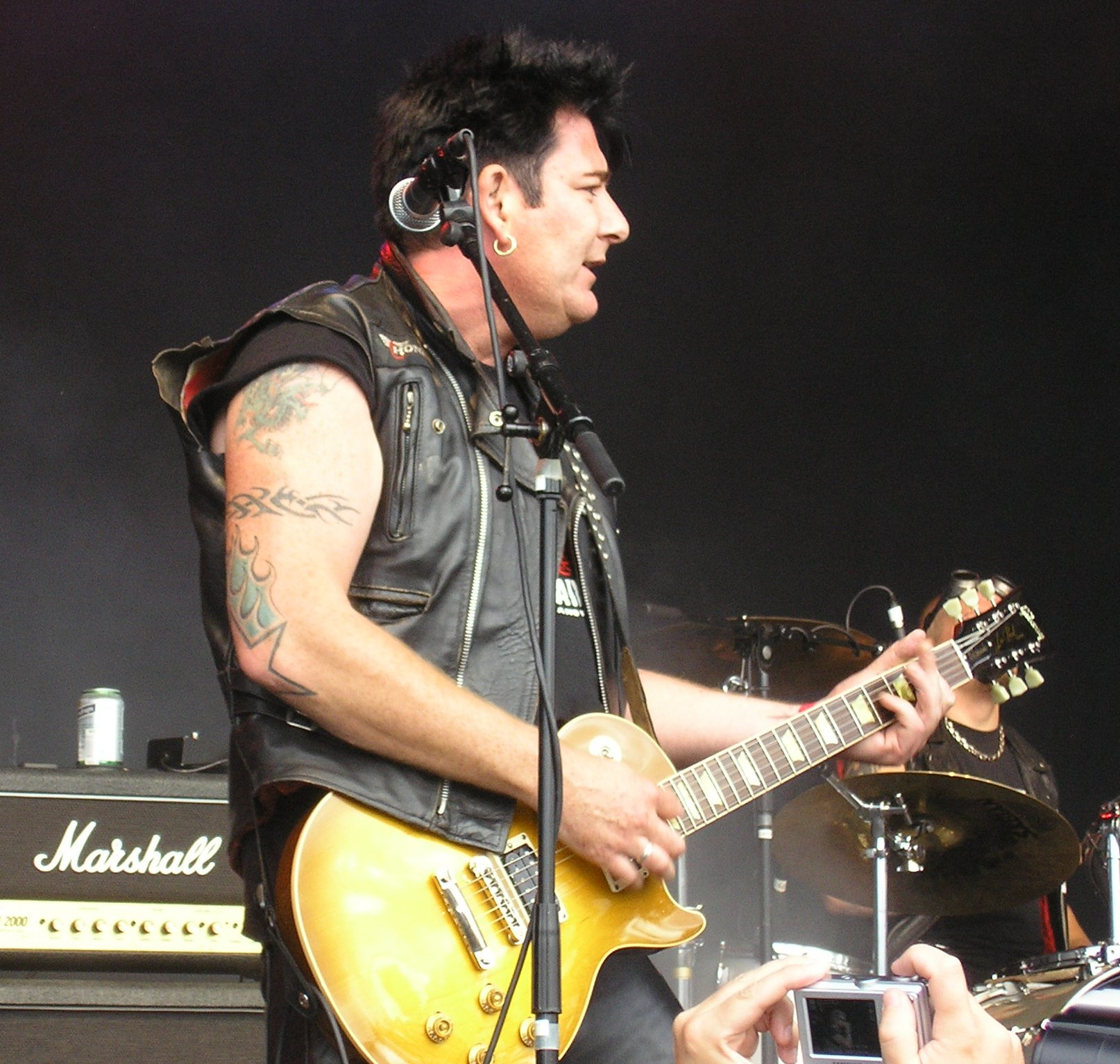

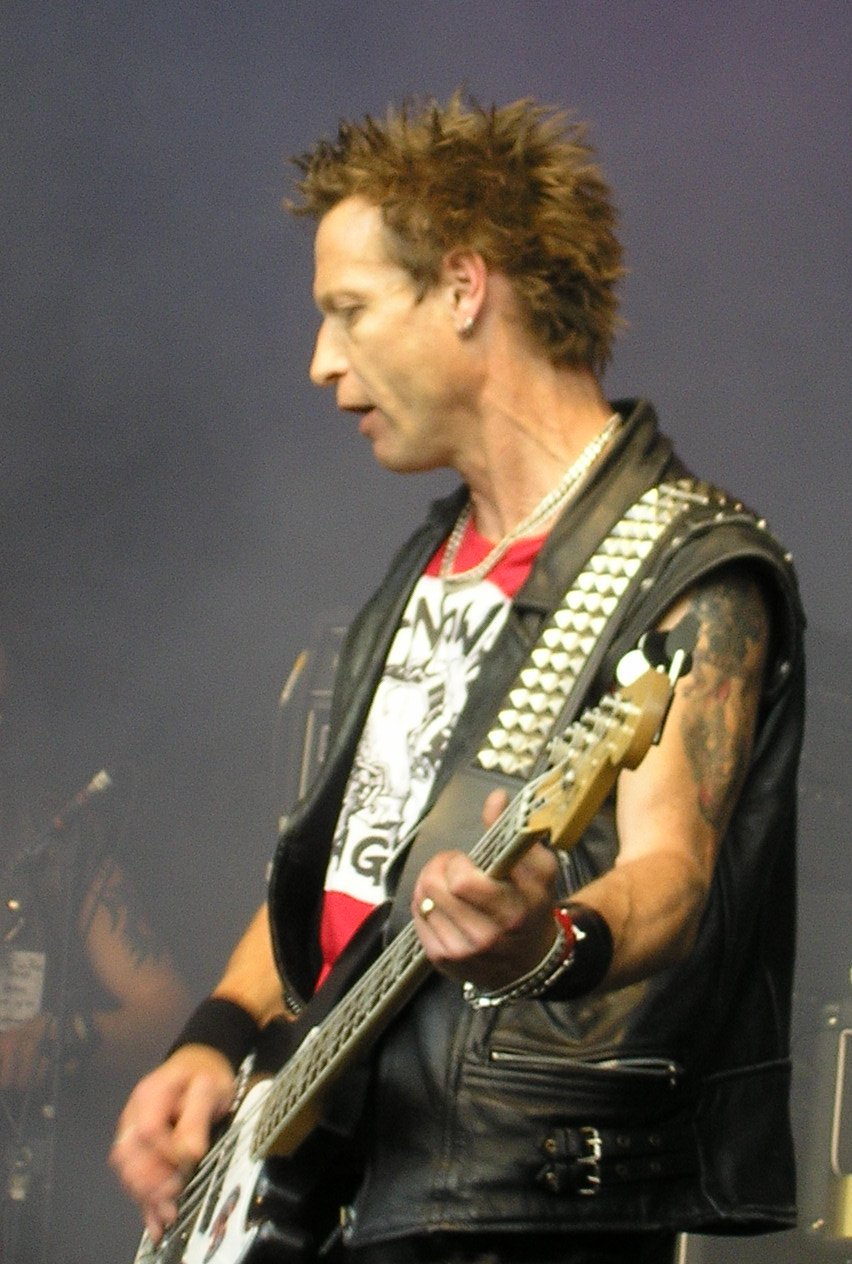

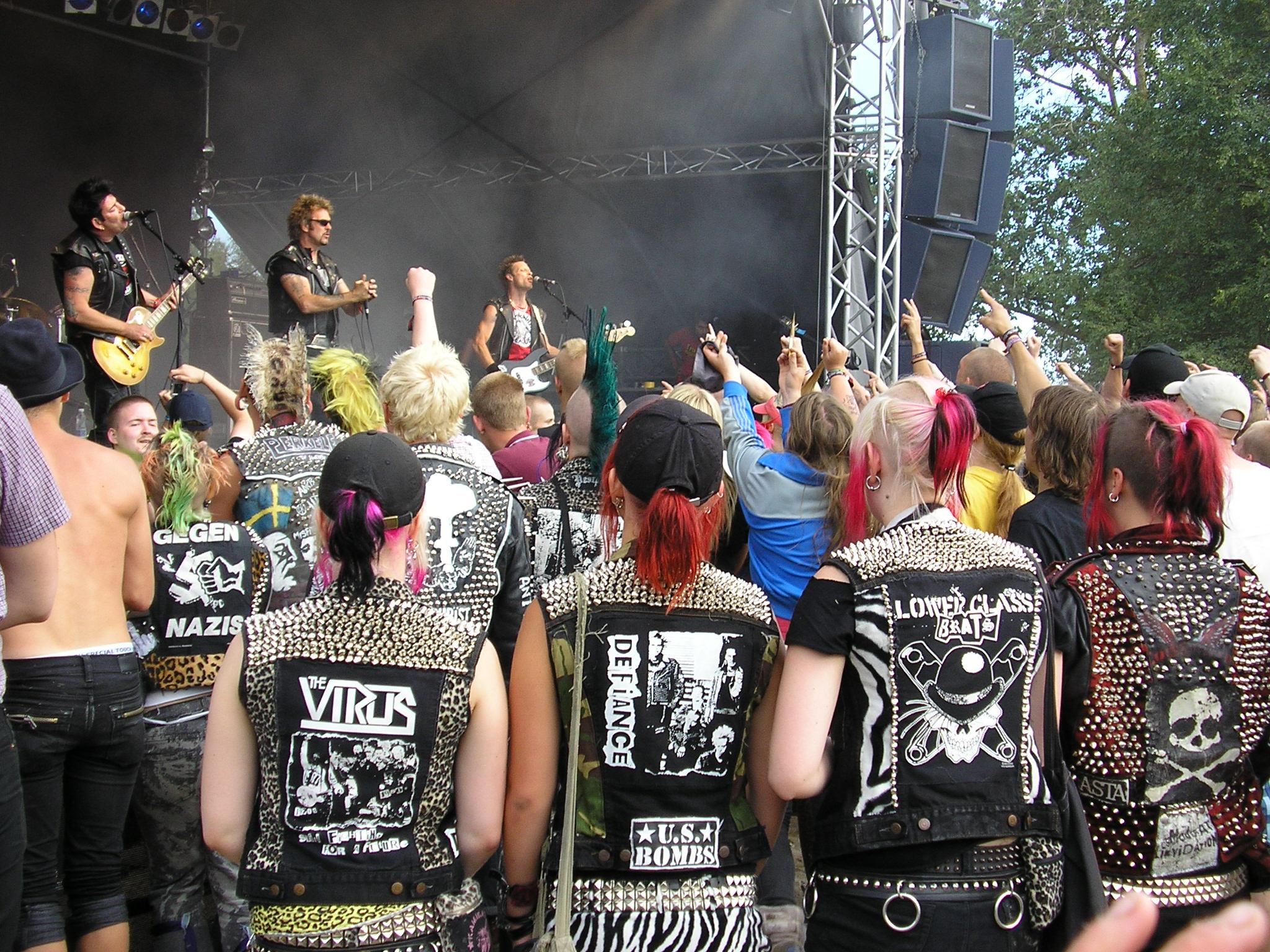

| Název               | Datum vydání |
| ------------------- | ------------ |
| We Are…The League   | 1982         |
| The Perfect Crime   | 1987         |
| Scum                | 1997         |
| Kings and Queens    | 2005         |
| The Road to Rampton | 2007         |

### Singly a EP
| Název                    | Datum vydání |
| ------------------------ | ------------ |
| "Streets of London"      | 1981         |
| "Anti-Nowhere League EP" | 1981         |
| "I Hate... People"       | 1982         |
| "Woman"                  | 1982         |
| "World War III"          | 1982         |
| "For You"                | 1982         |
| "Out On The Wasteland"   | 1984         |
| "Crime"                  | 1987         |
| "Fuck Around The Clock"  | 1989         |
| "Pig Iron EP"            | 1996         |

### Živá alba
| Název                | Datum vydání |
| -------------------- | ------------ |
| Live In Yugoslavia   | 1983         |
| Live and Loud        | 1989         |
| The Horse is Dead    | 1996         |
| Return To Yugoslavia | 1998         |
| Live: So What?       | 1999         |
| Live Animals         | 2002         |

### Kompilace a DVD
| Název                                 | Datum vydání |
| ------------------------------------- | ------------ |
| Long Live The League                  | 1985         |
| Best of The Anti-Nowhere League       | 1992         |
| Complete Singles Collection           | 1995         |
| Anti Nowhere League – Anthology       | 1999         |
| So What                               | 2000         |
| Out of Control                        | 2000         |
| Punk Singles and Rarities 1981 – 1984 | 2001         |
| Pig Iron – The Album                  | 2006         |
| So What?: Early Demos and Live Abuse  | 2006         |
| Hell for Leather                      | 2008         |

### Tribute alba
| Název                                                                     | Datum vydání |
| ------------------------------------------------------------------------- | ------------ |
| So What! – A Tribute to The Anti-Nowhere League                           | 1999         |
| Ya Can't Polish a Turd - An Australian Tribute to The Anti-Nowhere League |              |